# Titleist
Titleist – amerykańska marka sprzętu golfowego, produkowanego przez firmę Acushnet Company, której siedziba znajduje się w Fairhaven. Została założona przez Philipa E. Younga w 1932 i tworzy głównie piłki oraz kije golfowe.

## Współprace ze sportowcami
Titlest podpisał umowy z wieloma czołowymi profesjonalnymi graczami, w tym z Adamem Scottem, Steve Strickerem, Geoff'em Ogilvy, Jordan'em Spieth i Justinem Thomasem. Z marką współpracowali także Tiger Woods i Rory McIlroy, nim przenieśli się do Nike. Przed swoim zwycięstwem w turnieju 2004 Masters Tournament umowę z Titleist miał także Phil Mickelson. Następnie podjął współpracę z Callaway.